# Індонезійсько-Філіппінська нікеленосна провінція
Індонезійсько-Філіппінська нікеленосна провінція об'єднує нікелеві родовища вивітрювання на масивах серпентинізованих перидотитів (гарцбургітів) і дунітів на островах Індонезії (Сулавесі, Вайгео, Хальмахера, Гаг, Гебе та ін.), Філіппін (Нонок, Палаван, Лусон і Мінданао), Соломонових (Санта-Ісабель, Нью-Джорджія і Шуазель) і Папуа — Нова Ґвінея.

## Характеристика
В межах Індонезійсько-Філіппінської нікеленосної провінції розвідано близько 30 нікелевих родовищ. із загальними запасами понад 400 млн т руди (5900 тис. т Ni) Найбільші родов. що розробляються: Сурігао (острів Нонок), Сороако, Помалаа (острів Сулавесі). Основні мінерали: гідрогетит, гідрогематит, халцедон, маґгеміт, хромшпінель, асболан, кероліт, серпентин, нікелевий кероліт, непуїт, гарнієрит та інші.

## Технологія розробки
Розробка ведеться відкритим способом (коеф. розкриву 1-3). Основна маса розкривних порід — вохри, із змістом 0,4-1 % нікелю і 40-50 % заліза.
Видобуток руди (наприклад, на остріві Сулавесі) — гідравліч. екскаваторами, доставка — ківшевими навантажувачами, автосамоскидами.